# 태봉초등학교 (강원)
태봉초등학교는 대한민국 강원특별자치도 원주시에 있는 공립 초등학교이다.

## 학교 연혁
- 1999.03.05 태봉초등학교 설립 인가
- 2002.03.01 태봉초등학교 개교 30학급, 유치원 1학급 편성
- 2002.04.26 개교기념식 거행
- 2009.09.18 강원도교육청 지정 영재교육 연구학교 발표회
- 2011.03.28 2010 학교문화선도 우수학교 선정
- 2011.09.01 제4대 김용섭 교장 선생님 부임
- 2012.02.10 제10회 졸업식(총 졸업생수 2,065명)
- 2012.03.02 입학식(남: 68명, 여: 53명 계: 121명)
- 2013.02.08 제11회 졸업식(당해년도 졸업생수 192명 총 졸업생 수 2,257명)
- 2013.03.01 31학급(도움반 1학급) 편성
- 2013.03.04 입학식(계 125명)
- 2014.02.12 제12회 졸업식(총 졸업생수 2,424명)
- 2014.03.03 입학식(계 147명)

## 참고 자료
- 태봉초등학교 - 한국교육학술정보원 학교알리미